# 170er
Portal Geschichte | Portal Biografien | Aktuelle Ereignisse | Jahreskalender | Tagesartikel

◄ |
1. Jh. |
2. Jahrhundert
| 3. Jh. | ►

◄ |
140er |
150er |
160er |
170er
| 180er | 190er | 200er | ►

170 |
171 |
172 |
173 |
174 |
175 |
176 |
177 |
178 |
179

## Ereignisse
- um 170: Apuleius veröffentlicht Metamorphosen, den ersten vollständig erhaltenen antiken Roman.
- 175: Ende des ersten Markomannenkriegs.
- 177: Erste systematische Christenverfolgungen in Lugdunum, dem späteren Lyon.
- 179: Eröffnung des römischen Hauptlagers Castra Regina der 3. italischen Legion am nördlichsten Punkt der Donau (später Regensburg).